# Susan Howatch
Susan Howatch (nascida em 14 de julho de 1940) é uma escritora britânica. Sua carreira é prestigiada pelos romances de saga familiar - tipos de romances que descrevem a vida de personagens da mesma família, no qual a trama se desenvolve durante o percurso de longos períodos no tempo. Seus últimos livros também se tornaram conhecidos pelos seus temas religiosos e filosóficos.

## Infância e Juventude
Nascida como Susan Elizabeth Sturt em Leatherhead ,Surrey, na Inglaterra, ela era a filha de um corretor de câmbio e estudou em Sutton High School. Filha única, seu pai foi morto durante a Segunda Guerra Mundial, mas considera que teve uma infância feliz.
Ela se formou em direito em King's College London em 1961. Em 1964, ela emigrou para os Estados Unidos, onde trabalhou como secretária na cidade de Nova York.  Ela se casou com o escultor e escritor Joseph Howatch (1935-2011), [1] naquele ano e começou sua carreira como escritora, obtendo sucesso quase que imediatamente com seus romances góticos, elaboradamente detalhados.
Sua filha nasceu em 1971. Depois de se separar de seu marido em 1975, Susan Howatch retornou ao Reino Unido. Em 1976 mudou-se para a República da Irlanda. Em 1980 retornou ao Reino Unido permanentemente.. [2]
Depois de retornar à Inglaterra, Susan Howatch se viu "rica, bem-sucedida e vivendo exatamente onde queria viver", mas sentindo um vazio espiritual que atribuía a "tentar manter colado o meu eu dividido", questionando sua vida e o que ela deve fazer com ela.
Ela foi morar em Salisbury por amor à beleza da cidade, mas se viu cada vez mais atraída pela Catedral de Salisbury; depois de um tempo, começou a estudar Cristianismo Anglicano com profundidade. (Citações de escritores anglicanos contemporâneos, como por exemplo, Glyn Simon, Bispo de Llandaff (1958-1970) aparecem frequentemente nos títulos dos capítulos).  Ela teve uma epifania espiritual e concluiu que deveria continuar escrevendo romances, mas "expor minhas descobertas à luz da fé, por mais fraca e inadequada que fosse a minha fé de principiante". [3] Este divisor de águas pessoal culminou nas obras mais bem-sucedidas e populares de Susan Howatch, a série Starbridge.

## Primeiros Romances e Sagas[editar]
Seu primeiro romance foi The Dark Shore  (1965). Ela publicou vários outros romances "góticos" antes de publicar a primeira de suas sagas familiares Penmarric (1971), que detalha as fortunas e as disputas da família Penmar na Cornualha durante os séculos XIX e XX.  Um tema importante da história é como a mansão de Penmarric é controlada por vários descendentes da família. A fortuna da família foi construída na  indústria de mineração de estanho da Cornualha, relatada em cada uma das seis partes do livro, cada uma narrada por um personagem diferente da saga. Descrito pelos títulos dos capítulos, a fortuna da família é inspirada na família Plantagenet, incluindo Henrique II da Inglaterra e Eleanor da Aquitânia, com a mansão representando o trono.
Susan Howatch escreveu o romance em sua mesa de cozinha em Nova Jersey.  O editor Michael Korda escreveu: "É uma crença comum e frequente nas editoras de livros que, em algum lugar do país, a qualquer momento, uma mulher desconhecida está escrevendo um novo e importante best-seller (geralmente chamado de "o próximo E O Vento Levou") na mesa de uma cozinha, enquanto cuida do seu bebê, mas esta foi a primeira vez que vivi esse fenômeno na vida real." Susan Howatch escreveu seu enorme romance com uma mão no berço e a outra datilografando, mas, como a maioria dos autores que foram bem-sucedidos, nunca duvidou que seu livro se tornaria um best-seller." [4] Ao ler os rascunhos, Korda notou as semelhanças com os Plantagenets, e perguntou se esse era o caso. Ela respondeu que a maioria das tramas de Shakespeare haviam sido inspiradas em tramas de outras pessoas e se ele achava que alguém notaria? [4]
Susan Howatch seguiu um tema semelhante em sua longa saga, A Roda da Fortuna, onde a história da família Godwin de Oxmoon na Península de Gower, em Sul de Gales, é de fato a recriação na forma moderna da história da família Plantagenet de Edward III da Inglaterra, os personagens modernos sendo criados a partir do filho mais velho Edward de Woodstock (O Príncipe Negro) e sua esposa Joan de Kent,  John de Gaunt e sua amante e depois esposa, Katherine Swynford, Richard II (filho de Edward de Woodstock), Henrique IV (filho de John de Gaunt) e o filho mais velho de Henry IV, o Rei Henrique V.Mais uma vez, a mansão representa o trono.
Ela também escreveu três outras sagas familiares, Os Senhores de Cashelmara, que se concentra na família de Edward I(Edward DeSalis), seu filho, Edward II(Patrick De Salis) e outros; e Os Ricos são Diferentes, seguido pela sequência, O Pecado dos Pais, se combinam para contar a estória, na indústria financeira americana, de Júlio César, Cleópatra, Marco Antônio e Otaviano.

## A Série Starbridge
Esta série de seis livros se propõe a descrever a história da Igreja da Inglaterra durante o século XX. Cada um dos seis livros é autônomo e cada um é narrado por um personagem diferente. No entanto, o principal protagonista de cada livro também aparece nos outros livros, permitindo à autora apresentar os mesmos incidentes a partir de diferentes pontos de vista.
A trama dos seis livros se centra em torno da diocese ficcional de Starbridge, no oeste da Inglaterra, também inclui monges Forditas, uma ordem monástica anglicana fictícia. A catedral e a hierarquia eclesiástica de Starbridge são baseadas na vida real de Salisbury.
Os primeiros três livros da série (Amor Profano, Glamorous Powers, Ultimate Prize) começam na década de 1930 e continuam até a Segunda Guerra Mundial. Os outros três (Scandalous Risks, Mystical Paths, Absolute Truths) se passam na década de 1960.
Amor Profano é narrado pelo Reverendo Dr. Charles Ashworth, um acadêmico de Cambridge que sofre uma catarse espiritual e colapso nervoso após ser enviado pelo Arcebispo de Canterburypara investigar secretamente possíveis transgressões sexuais no lar do Bispo de Starbridge. Ashworth consegue recuperar-se e perceber a origem de seus problemas, com a ajuda do Padre Jonathan Darrow, um abade viúvo da Abadia Grantchester dos Monges Forditas.
Glamorous Powers relata a estória do próprio Jonathan Darrow, quando ele deixa a Ordem Fordita aos 60 anos, depois de ter tido uma visão impactante. Ele então começa a lidar com os problemas de seus filhos adultos, se depara com a questão de um novo relacionamento íntimo e busca descobrir qual será seu novo ministério. Sua crise pessoal envolve o uso (e abuso) de seu dom carismático de cura e suas visões místicas inquietantes, ou "clarividência".
Ultimate Prizes se passa durante a Segunda Guerra Mundial. É narrado por Neville Aysgarth, o jovem e ambicioso Arquidiácono (vigário-geral) de Starbridge, de origem de classe-média baixa, do norte da Inglaterra. Depois de ficar viúvo e se casar de novo, ele também sofre uma catarse, mas é resgatado por Jonathan Darrow.
Scandalous Risks segue Aysgarth, agora como Cônego da Abadia de Westminster e de volta à Starbridge, onde ele se torna Decano da Catedral e Ashworth se torna Bispo.  É narrado por Venetia Flaxton, uma jovem aristocrata que corre o risco de causar um grande escândalo ao começar um affair com Aysgarth, que agora está casado e é o melhor amigo de seu pai. Os relacionamentos e a família de Aysgarth ecoam bastante o relacionamento entre H.H. Asquith e Venetia Stanley.
Mystical Paths continua com Nicholas Darrow, filho de Jonathan Darrow, enquanto ele, por pouco, evita sair da linha antes da sua ordenação, ao investigar o misterioso desaparecimento de Christian Aysgarth, filho primogênito do Decano Aysgarth.
Absolute Truths completa o ciclo e é narrado pelo muito mais velho, mas ainda estressado Charles Ashworth, trinta e um anos depois que o conhecemos no primeiro do livro.

## Trilogia de St. Benet
A trilogia de St. Benet ocorre em Londres, nos anos 1980 e 1990. Mais uma vez, ilustra as mudanças que ocorreram na Igreja Anglicana naqueles anos e traz muitos dos personagens da série Starbridge. Entretanto, mesmo que a Igreja ainda se encontre no centro dos livros, há uma maior ênfase em personagens que não são membros do clero.  Como os seis livros precedentes, cada um na trilogia é escrito em primeira pessoa por um narrador diferente.
Question of Integrity (nos Estados Unidos The Wonder Worker ), retoma a história de Nicholas Darrow vinte anos após o último dos romances de Starbridge. Nick é agora reitor da igreja na cidade de Londres, onde dirige um centro de cura espiritual. Sua vida pessoal é muito afetada por eventos que ocorrem no centro, especialmente depois que ele conhece Alice Fletcher, uma nova funcionária insegura e é forçado a reavaliar suas crenças e compromissos, como consequência.
High Flyer narra a história da advogada Carter Graham, que "tem tudo". Sua vida aparentemente bem-sucedida, com uma carreira financeiramente invejável e um bom casamento, sofre profundas mudanças depois de alguns acontecimentos assustadores, com raízes no oculto, revelam que as coisas não são o que parecem.              
Por fim, The Heartbreaker segue a vida de Gavin Blake, um prostituto carismático, especializado em poderosos e influentes clientes homens e que se vê no centro de um império criminoso e tem lutar para salvar sua vida.  Enquanto isso, Graham e Darrow enfrentam suas próprias fraquezas, tentando ajudar Gavin.

## Vida Atual
De acordo com o editor Michael Korda, Susan Howatch nunca se sentiu à vontade publicando ficção popular e que isso não satisfazia suas necessidades intelectuais e morais.  Ele diz esse ser o motivo da mudança de ficção popular para ficções mais sérias. Para Korda, ela se tornou a única romancista mais vendida a se afastar de seu próprio sucesso ou deixar seu editor porque "ele vendeu muitas cópias de seus livros". [4]
Susan Howatch usou alguns dos lucros de seus romances para encontrar um cargo acadêmico com o título 'Docente de Starbridge em Ciências Naturais e Teologia' na Faculdade de Divindade da Universidade de Cambridge, dedicada a relacionar os campos da ciência e da religião. O primeiro docente deste cargo foi o Reverendo Dr. Fraser Watts, psicólogo e teólogo. O Dr. Watts foi sucedido em 2014 pelo Dr. Reverendo Andrew Davison, que anteriormente ensinava em Westcott House, em Cambridge.[5]
Susan Howatch é Membra Honorária de King's College, Londres, [6] da Universidade de Wales em Lampeter e Sarum College em Salisbury. [7] Em 2012, Susan Howatch obteve o título honorário de Doutora em Letras pela Hope College. [8]Ela atualmente reside em Leatherhead.[9]

### A Série Starbridge
| Nº na série | Título original   | Título no Brasil | Tradução   | Ano    | Editora |
| ----------- | ----------------- | ---------------- | ---------- | ------ | ------- |
| 01          | Glittering Images | Amor Profano     | J. Pereira | (1987) | Record  |
| 02          | Glamorous Powers  |                  |            | (1988) |         |
| 03          | Ultimate Prize    |                  |            | (1989) |         |
| 04          | Scandalous Risks  |                  |            | (1990) |         |
| 05          | Mystical Paths    |                  |            | (1992) |         |
| 06          | Absolute Truths   |                  |            | (1994) |         |

### Trilogia de St. Benet
| Nº na série | Título original                                                                    | Título no Brasil | Tradução | Ano    | Editora |
| ----------- | ---------------------------------------------------------------------------------- | ---------------- | -------- | ------ | ------- |
| 01          | The Wonder Worker (título dos EUA) A Question of Integrity (título do Reino Unido) |                  |          | (1997) |         |
| 02          | The High Flyer                                                                     |                  |          | (2000) |         |
| 03          | The Heartbreaker                                                                   |                  |          | (2004) |         |